# Восстания жемайтов

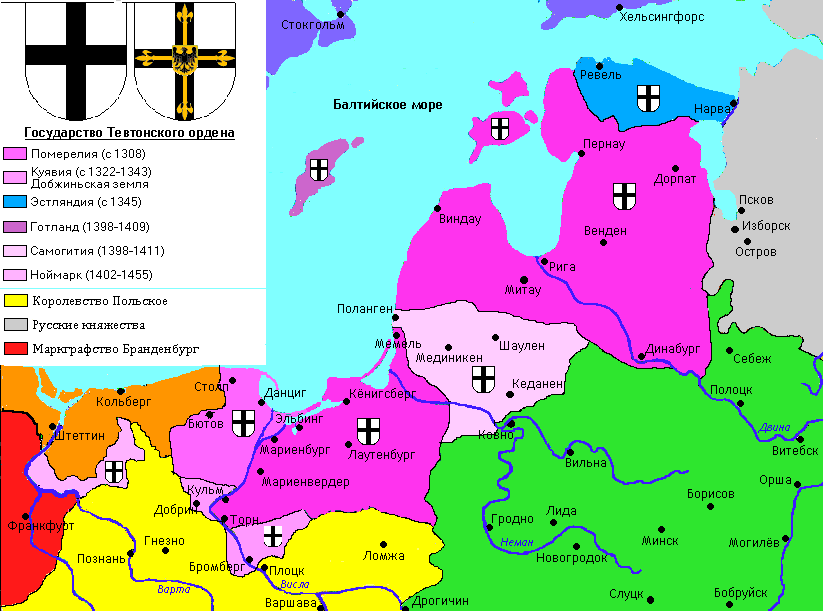
- Тевтонский орден (тёмно-розовый);
- Жемайтия (светло-розовый) отделяет Пруссию (на юго-западе) от Ливонии (на северо-востоке)

Жемайтийские восстания — вооружённые восстания жемайтов, направленных против владычества Тевтонского ордена и Великого княжества Литовского в период с XIII по XVI века. В 1401-1404 годах, и в 1409 году произошли восстания против крестоносцев. Жемайтия была передана крестоносцам великим князем литовским Витовтом как плата за военную поддержку в гражданской войне против правителя Польши и Литвы Ягайла. Недовольное таким исходом местное население Жемайтии подняло восстание против Ордена и попросило у Витовта защиты. Первое восстание оказалось неудачным. В результате Витовту пришлось скреплять прежние обещания договором — Рацёнжским миром. Второе восстание привело к началу Великой войны, исход которой был предрешён грандиозной по средневековым меркам Грюнвальдской битвой в 1410 году. Хотя Тевтонский орден и был разгромлен, Витовт и Ягайло не смогли извлечь всей выгоды из победы. В частности, по Торуньскому миру 1411 года Жемайтия возвращалась Литве, однако после смерти великого князя Витовта должна была перейти обратно к Ордену. Положение дел изменилось с поражением Ордена в Голубской войне 1422 года и заключением Мельнского мира, по которому рыцари навсегда отказывались от претензий на Жемайтию.

## Предыстория
Ливонский орден был первым, кто предпринял попытку подчинить себе Жемайтию, однако потерпел неудачу в битве при Сауле в 1236 году и сам попал в зависимость от Тевтонского ордена. Для последнего контроль над жемайтскими землями был жизненно необходим, так как они территориально отделяли тевтонскую Пруссию от владений Ордена в Ливонии. В море господствовали Швеция и Дания, а также балтийские (Готландские) пираты — витальеры.
В 1245 году восстание было поднято Эрдивилом, против Миндовга, но было подавлено в 1246 году. В 1294 году вспыхнуло восстание жемайтских феодалов, склонявшихся к союзу с орденом. Было подавлено Витенем.
В 1381 году Великое княжество Литовское захлестнула гражданская война, в которой Тевтонский орден первоначально выступил на стороне Ягайла. В 1382 году великий магистр Ордена Конрад фон Валленрод настоял на заключении Дубисского договора, по которому рыцарям предоставлялась значительная часть Жемайтии. Впрочем, договор не был ратифицирован и так и не вступил в силу.
Не добившись ратификации договора, крестоносцы изменили тактику. Было решено оказать поддержку конкуренту Ягайла в борьбе за великокняжеский стол Витовту, который незадолго до этого бежал от преследования в орденские земли. Витовт охотно принял помощь тевтонцев, пообещав взамен Жемайтию и Ковенскую область. Передача земель была оформлена в 1384 году Кёнигсбергским и в 1390 году — Ликским договорами.
Измученная двумя гражданскими войнами, Литва не смогла удержать Жемайтию. По условиям Салинского договора 1398 года регион был передан под управление Ордена.

## Восстание 1418 года
В 1418 году вспыхнуло крестьянское восстание против верховной власти Великого княжества Литовского. Было подавлено старостой жемайтским Кезгайло Волимонтовичем.

## Восстание 1536—1537 годов
В 1536 году вспыхнуло крестьянское восстание против верховной власти Великого княжества Литовского, в Вешвенской, Тельшяйской, Биржиненской, Тверийской и Годигской волостей Жемайтии.